# ADAC Cyclassics 2025
La 28.ª edición de la clásica ciclista ADAC Cyclassics fue una carrera en Alemania que se celebró el 17 de agosto de 2025 sobre un recorrido de 207.4 kilómetros con inicio en la localidad de Buxtehude y final en Hamburgo.
La prueba formó parte del UCI WorldTour 2025, calendario ciclístico de máximo nivel mundial, y fue la vigesimonovena carrera de dicho circuito. El vencedor fue el irlandés Rory Townsend del Q36.5, quien estuvo acompañado en el podio por el belga Arnaud De Lie del Lotto y el francés Paul Magnier del Soudal Quick-Step, segundo y tercer clasificado respectivamente.

## Equipos participantes
Tomaron parte en la carrera 23 equipos: los 18 de categoría UCI WorldTeam y 5 de categoría UCI ProTeam. Formaron así un pelotón de 160 de los cuales finalizaron 127. Los equipos participantes fueron:
| WorldTeams (18)- Team Visma \| Lease a Bike - Lidl-Trek - Intermarché-Wanty - Red Bull-BORA-hansgrohe - Alpecin-Deceuninck - Cofidis - Team Picnic-PostNL - Arkéa-B&B Hotels - Soudal Quick-Step - Bahrain-Victorious - EF Education-EasyPost - Ineos Grenadiers - Decathlon AG2R La Mondiale Team - XDS Astana Team - Groupama-FDJ - UAE Team Emirates XRG - Team Jayco AlUla - Movistar Team ProTeams (5)- Uno-X Mobility - Tudor Pro Cycling Team - Israel-Premier Tech - Lotto - Q36.5 Pro Cycling Team |
| |

## Clasificación final
La clasificación finalizó de la siguiente forma:
| \| Clasificación general \| Clasificación general \| Clasificación general \| Clasificación general \| Clasificación general \| \| Ciclista \| Ciclista \| Equipo \| Tiempo \| \| \| --------------------- \| --------------------- \| -------------------------- \| --------------------- \| --------------------- \| \| 1.º \| Rory Townsend \| Q36.5 Pro Cycling Team \| 4 h 24 min 06 s \| \| \| 2.º \| Arnaud De Lie \| Lotto \| + 0 s \| \| \| 3.º \| Paul Magnier \| Soudal Quick-Step \| + 0 s \| \| \| 4.º \| Jasper Philipsen \| Alpecin-Deceuninck \| + 0 s \| \| \| 5.º \| Danny van Poppel \| Red Bull-Bora-Hansgrohe \| + 0 s \| \| \| 6.º \| Fred Wright \| Bahrain Victorious \| + 0 s \| \| \| 7.º \| António Morgado \| UAE Team Emirates XRG \| + 0 s \| \| \| 8.º \| Biniam Girmay \| Intermarché-Wanty \| + 0 s \| \| \| 9.º \| Matis Louvel \| Israel-Premier Tech \| + 0 s \| \| \| 10.º \| Wout van Aert \| Team Visma \\| Lease a Bike \| + 0 s \| \| |                  |                            |                 |
| |                  |                            |                 |
| Fuente: ProCyclingStats |                  |                            |                 |
| Clasificación general |                  |                            |                 |
| Ciclista | Ciclista         | Equipo                     | Tiempo          |
| 1.º | Rory Townsend    | Q36.5 Pro Cycling Team     | 4 h 24 min 06 s |
| 2.º | Arnaud De Lie    | Lotto                      | + 0 s           |
| 3.º | Paul Magnier     | Soudal Quick-Step          | + 0 s           |
| 4.º | Jasper Philipsen | Alpecin-Deceuninck         | + 0 s           |
| 5.º | Danny van Poppel | Red Bull-Bora-Hansgrohe    | + 0 s           |
| 6.º | Fred Wright      | Bahrain Victorious         | + 0 s           |
| 7.º | António Morgado  | UAE Team Emirates XRG      | + 0 s           |
| 8.º | Biniam Girmay    | Intermarché-Wanty          | + 0 s           |
| 9.º | Matis Louvel     | Israel-Premier Tech        | + 0 s           |
| 10.º | Wout van Aert    | Team Visma \| Lease a Bike | + 0 s           |

## UCI World Ranking
La ADA Cyclassics otorgó puntos para el UCI World Ranking para corredores de los equipos en las categorías UCI WorldTeam, UCI ProTeam y Continental. Las siguientes tablas son el baremo de puntuación y los diez ciclistas que obtuvieron más puntos:
| Posición   | 1.º | 2.º | 3.º | 4.º | 5.º | 6.º | 7.º | 8.º | 9.º | 10.º | 11.º | 12.º | 13.º | 14.º | 15.º | 16.º-20.º | 21.º-30.º | 31.º-50.º | 51.º-55.º | 56.º-60.º |
| Puntuación | 400 | 320 | 260 | 220 | 180 | 140 | 120 | 100 | 80  | 68   | 56   | 48   | 40   | 32   | 28   | 24        | 16        | 8         | 4         | 2         |

| Clasificación |                  |                         |        |
| Posición      | Ciclista         | Equipo                  | Puntos |
| ------------- | ---------------- | ----------------------- | ------ |
| 1.º           | Rory Townsend    | Q36.5                   | 400    |
| 2.º           | Arnaud De Lie    | Lotto                   | 320    |
| 3.º           | Paul Magnier     | Soudal Quick-Step       | 260    |
| 4.º           | Jasper Philipsen | Alpecin-Deceuninck      | 220    |
| 5.º           | Danny van Poppel | Red Bull-BORA-hansgrohe | 180    |
| 6.º           | Fred Wright      | Bahrain Victorious      | 140    |
| 7.º           | António Morgado  | UAE Emirates XRG        | 120    |
| 8.º           | Biniam Girmay    | Intermarché-Wanty       | 100    |
| 9.º           | Matis Louvel     | Israel-Premier Tech     | 80     |
| 10.º          | Wout van Aert    | Visma \| Lease a Bike   | 68     |